# The Bouncing Souls
The Bouncing Souls est un groupe de punk rock américain, originaire de New Brunswick, dans le New Jersey. Formé en 1989, le groupe est connu pour avoir réintégré le style « pogo » dans le punk rock en jouant des morceaux rapides.

## Biographie

### Années 1990
Les quatre membres ont grandi à Basking Ridge, dans le New Jersey, et joués dans de petits groupes locaux au lycée. Ils décident d'abandonner leurs études et de se délocaliser à New Brunswick, où se situe la Rutgers University. New Brunswick est connu pour sa scène underground. The Bouncing Souls deviendra alors un tremplin de la scène de New Brunswick, qui aidera d'autres groupes à gagner en popularité dans des clubs à travers la ville.Le nom du groupe s'inspire de la marque de chaussures Doc Martens, en particulier de son slogan « with Bouncing Soles »,,.
Leur premier album studio, The Good, The Bad and The Argyl, est publié en 1994 à leur propre label, Chunksaah Records. Il s'agit d'une compilation de plusieurs EP que le groupe avait précédemment sortis. Deux chansons de l'album, Candy (popularisée par The Strangeloves et reprise par plusieurs groupes) et What Boys Like (à l'origine des Waitresses) rend hommage à la new wave des années 1980.  Leur nouvel album, Maniacal Laughter, est publié en 1996. La moitié de l'album est écrit en une semaine. Ils tournent alors avec Youth Brigade et attirent l'intérêt d'Epitaph Records.
The Bouncing Souls signe avec Epitaph en 1997 et publie The Bouncing Souls plus tard la même année. Il comprend certaines chansons classiques de Bouncing Souls comme Cracked, Kate is Great, et East Coast Fuck You!, et certaines chansons différentes à celle qualifiées lo-fi. Greg explique sur Do You Remember? 15 Years of the Bouncing Souls que « c'est un CD non terminé ». Hopeless Romantic suit en 1999. Hopeless Romantic est bien accueilli pour ses paroles poignantes et son style de punk mélodique rapide,. Peu après la sortie de l'album, des problèmes personnels commencent à faire surface au sein du groupe et le batteur Shal Khichi part. Il est remplacé par Michael McDermott (Skinnerbox, Mephiskapheles, et Murphy's Law).

### Années 2000
How I Spent My Summer Vacation est le premier album publié avec cette nouvelle formation. Le groupe tourne avec de nouveaux groupes comme Hot Water Music. En 2002 sort l'album de faces B, The Bad, the Worse, and the Out of Print et un split avec Anti-Flag qui fait partie de la série des BYO Split Series. En 2003, le groupe publie son sixième album, Anchors Aweigh,  et son premier DVD, Do You Remember? 15 Years of the Bouncing Souls.
En 2005, ils publient deux albums live, un album double CD, intitulé Live, et un DVD, Live at the Glasshouse. Le groupe publie son septième album, intitulé The Gold Record le 6 juin 2006 (ou 6/6/06) que le groupe considère comme « le CD de la bête », en référence au nombre 666. Ils tournent en tête d'affiche au Warped Tour en soutien à l'album, et encore une fois en 2009. En 2009, le groupe publie 16 chansons numériques et quatre EP 7" pour la 20th Anniversary Series.

### Années 2010
The Bouncing Souls publient un neuvième album studio, Comet le 12 juin 2012 à Rise Records, leur premier album au label. La liste des titres et la couverture sont révélées le 12 mars 2012, accompagnées d'un troisième morceau, Static, disponible en streaming
Le 25 juin 2013, The Bouncing Souls confirme le départ de Michael McDermott. Aucun remplacement n'est annoncé. Le 26 septembre 2013, George Rebelo de Hot Water Music et Against Me! se joint à eux pour un concert secret à Asbury Lanes.
Le groupe publie un dixième album, Simplicity, le 29 juillet 2016.

## Discographie
- 1994 : The Good, the Bad and the Argyle
- 1994 : Maniacal Laughter
- 1997 : The Bouncing Souls'
- 1999 : Hopeless Romantic
- 2001 : How I Spent My Summer Vacation
- 2003 : Anchors Aweigh
- 2006 : The Gold Record
- 2010 : Ghosts on the Boardwalk
- 2012 : Comet
- 2016 : Simplicity

## Clips
- True Believer
- Gone
- Sing Along Forever
- Kids and Heroes
- The Pizza Song
- Lean on Sheena
- Ship in a Bottle
- Coin Toss Girl
- Static
- Infidel
- Up to Us

## Membres

### Membres actuels
- Greg Attonito - chant (depuis 1988)
- Pete Steinkopf - guitare (depuis 1988)
- Bryan Kienlen - basse (depuis 1988)
- George Rebelo - batterie (depuis 2013)

### Anciens membres
- Shal Khichi - batterie (1988–2000)
- Michael McDermott - batterie (2000–2013)